# Ålborg Bugt, nordlige del
Ålborg Bugt, nordlige del este o arie protejată (arie de protecție specială avifaunistică — SPA) din Danemarca întinsă pe o suprafață de 31.429 ha, din care 86 % marine.

## Localizare
Centrul sitului Ålborg Bugt, nordlige del este situat la coordonatele 57°04′00″N 10°25′01″E / 57.066667°N 10.416944°E.

## Înființare
Situl Ålborg Bugt, nordlige del a fost declarat arie de protecție specială avifaunistică în mai 1983 pentru a proteja 16 specii de animale.

## Biodiversitate
Situată în ecoregiunile continentală și marină Atlantică, aria protejată nu include niciun habitat protejat.
La baza desemnării sitului se află mai multe specii protejate de  păsări (16): Aythya marila, Branta bernicla hrota, Bucephala clangula, fugaci de țărm (Calidris alpina), Calidris alpina schinzii, Cygnus columbianus bewickii, lebădă de iarnă (Cygnus cygnus), rață catifelată (Melanitta fusca), rață neagră (Melanitta nigra), Mergus serrator, ploier auriu (Pluvialis apricaria), eider (Somateria mollissima), chiră mică (Sterna albifrons), Sterna paradisaea, chiră de mare (Sterna sandvicensis), călifar alb (Tadorna tadorna).